# Unimog

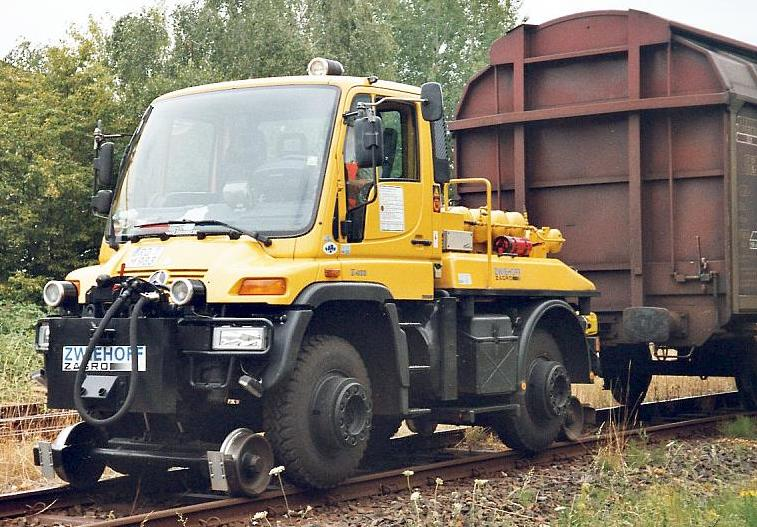
Unimog modell U400 i "Two-way"-utförande, det vill säga utrustad med ett extra par hjulaxlar för tjänst som kombilok.

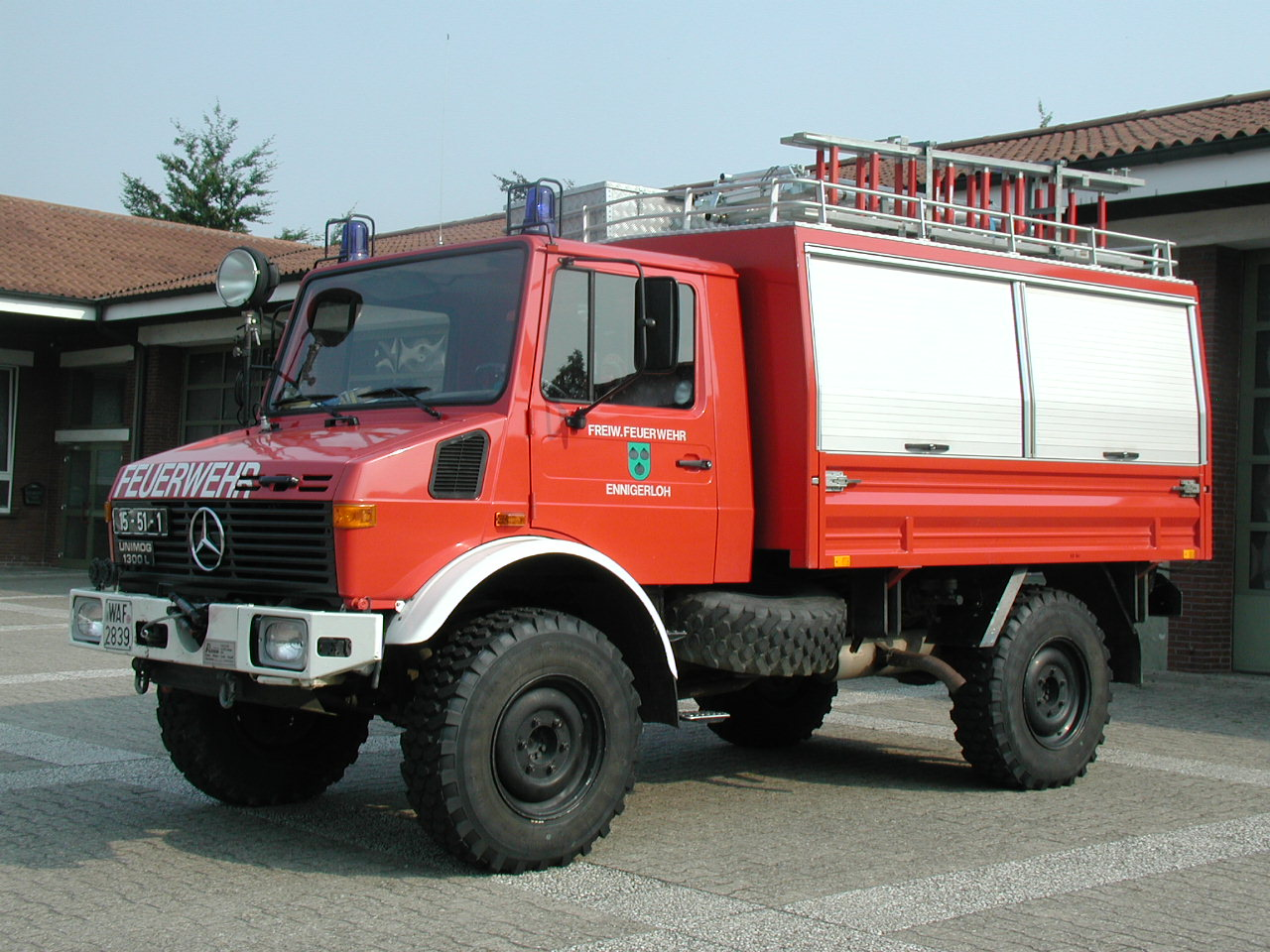
Unimog som brandbil. Notera Mercedes-Benz-stjärnan i fronten.

Unimog är en terränggående mindre lastbil med flera funktioner, utvecklad och tillverkad i Tyskland. Den används i stor omfattning inom jord- och skogsbruk och av militär och kommuner. Företaget ingår sedan 1951 i Daimler-Benz och tillverkningen sker sedan 2002 i Wörth am Rhein i Rheinland-Pfalz

## Historia
Unimog utvecklades efter andra världskriget och var tänkt som ett hjälpmedel i jordbruket. Fordonet var en korsning mellan en lastbil och en traktor, tänkt att kunna användas för varierande sysslor under Tysklands återuppbyggnad efter kriget. Utvecklingsarbetet av fordonet startade i december 1945 av den före detta chefsingenjören på Daimler-Benz forskningsavdelning för flygmotorer Albert Friedrich. 
Konceptet som Friedrich tog fram för utvecklingsarbetet bestod av ett fordon med fyrhjulsdrift, självlåsande differentialer, hög markfrigång (genom användandet av kraftiga portalaxlar, kraftuttag fram och bak, ett litet lastflak, förarhytt för 2 personer, mycket låg utväxling för att kunna använda den på fälten (som traktor) samt med möjlighet till vägtransporter i farter upp till 50 km/h. Projektet inleddes i fabriken Gold und Silberfabrik Erhand & Söhne i närheten av staden Schwäbisch Gmünd, i södra Tyskland. Företaget hade aldrig arbetet med tillverkning av fordon och traktorer.
Sju månader efter att arbetet inletts stod den första prototypen av det nya fordonet klart, då utrustad med en 4-cylindrig 1.7L stor bensinmotor. Prototypen skulle ha utrustats med en dieselmotor, men en sådan av god kvalité saknades vid färdigställandet av prototypen, samt även ett namn på fordonstypen. Hans Zabel, ingenjör anställd av Erhand & Söhne, kom snart fram till en akronym som skulle ge det nya namnet: UNIversal-MOtorGerät (ung. Universal-Motorfordon), eller UNIMOG.
1948 kom den första Unimogen med dieselmotor, en 25Hk motor tillverkad av Daimler-Benz (Modell OM 636) som var samma motor som användes i Daimler-Benz personbil modell 170D. Unimogen visades upp i Frankfurt am Main samma år, och planer på lite mer storskalig tillverkning väcktes. Unimog-teamet började nu leta efter en ny fabrik med större kapacitet och med möjligheter för serietillverkning. Hösten 1948 flyttade de all verksamhet till fabriken Werkzeugmaschinenfabrik Boehringer. De följande två åren kom det att produceras ungefär 600 Unimogs modell U25. 1951 började Daimler-Benz visa intresse för Unimogprojektet och tillverkningen flyttades åter en gång, den här gången till Gaggenau, där Unimog än idag tillverkas. I maj 1953 försågs Unimogen för första gången med den berömda Mercedes-stjärnan i fronten.
Den första modellen av Unimog, Modell U25 (hjulbas 1720mm) var redan en succé: den kunde köras mellan 0.5 km/h på lägsta växeln och upp till 52 km/h på högsta växel. Den vägde tom 1780 kg med en totalvikt på 3150 kg. Det var inte bara jord- och skogsbrukare som gillade fordonet, även den franska ockupationsmakten i sydvästra Tyskland gillade den, och var den första militära makt som köpte in Unimog att använda i krigstjänst. 1950-51 köpte de 400 Unimog av modell U25.

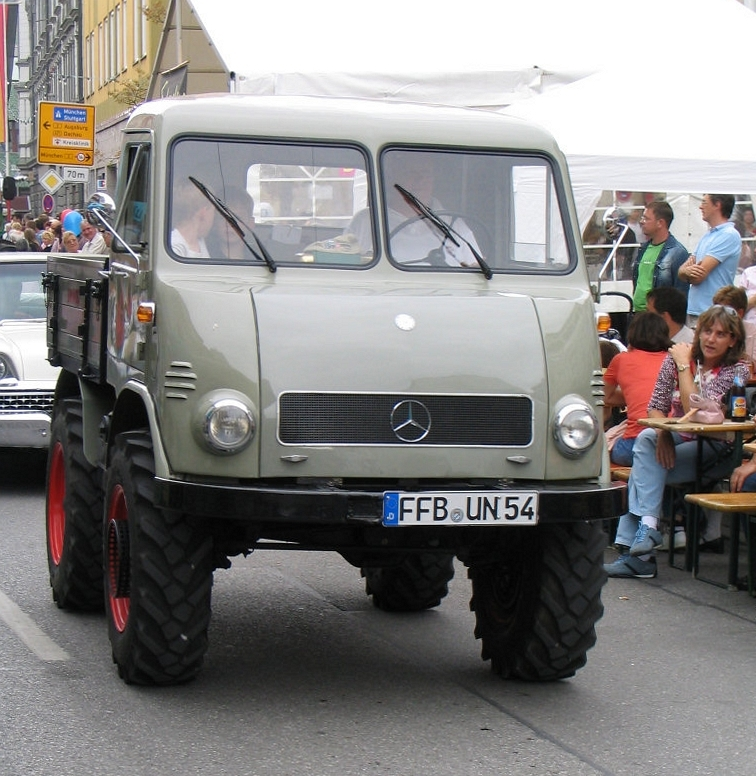
Unimog U411, restaurerad till ursprungsskick. Troligen en 1954 års modell.

Modellnamnet U25 kom att förändras till U401/402 år 1953, beroende på om det var kort eller lång hjulbas. 1956 byggdes den sista Unimogen med 25hk motor (U25/U401/402). Totalt hade man då byggt 16 250 Unimog, i de tre olika fabrikerna. U25 följdes av en mycket snarlik modell som fick namnet U411, med hjulbas på antingen 1720mm och från och med 1958 även 2120mm. U411 kom från början med en motor på 30Hk som sedermera ändrades till 32Hk under modellåret 1959. Från 1966 och fram till att produktionen av modell U411 upphörde 1974, levererades de med en dieselmotor som nu gav 34Hk. Totalt tillverkades 39 000 modell U411, en del levererades med segeldukstak och en del med täckt tak i stål. Tysklands försvarsmakt Bundeswehr köpte ett antal av den här modellen att använda vid sina bergsjägartrupper (Gebirgsjäger).

## Militär version
Den militära karriären för Unimog startade år 1955 då dåvarande Västtyskland blev medlem i NATO. Det var detta år, vid inträdet i Nato som Bundeswehr uppstod. Daimler-Benz förevisade i januari 1956 sin modell U404 (även kallad Modell "S") för det som skulle komma att bli Bundeswehr. Modellen var en "1 1/2-ton" modell med en hjulbas på 2900mm, 82Hk rak sexcylindrig 2.2L Damiler-Benz-motor från tillverkarens personbilsmodell "Daimler-Benz 220". U404 hade ett 24 volts elsystem, hastighetsregister från 1.5 km/h upp till 95 km/h och mycket bättre markfrigång än konkurrenten Dodge M/37, tack vare sina portalaxlar som gav U404 en markfrigång av smått otroliga 40 cm. Inofficiellt kunde modell U404 köras i 110 km/h, men det rekommenderades inte, bland annat på grund av den otroligt höga bränsleförbrukningen. Den officiella siffran från Daimler-Benz var 18.5 liter per 100 km, men en del av U404-modellerna förbrukade 60 liter per 100 km och ibland även mer än det. Modellen hade en fullt synkroniserad växellåda med 6 växlar framåt och 2 bakåt.

### Modell "S" - Volymbilen

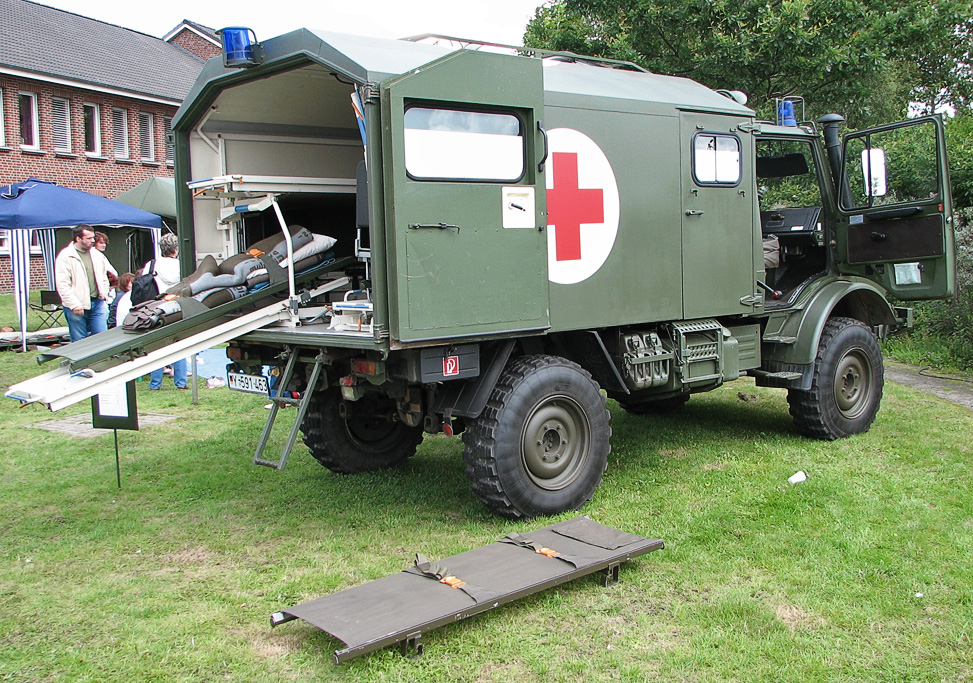
Unimog 1300L i ambulansutförande med "Kofferaufbau" istället för lastflak som var det vanligaste alternativet.

Fram tills idag har tre variationer på modell S byggts: Modell 404 (öppen, kanvastak på stålställning som kan tas bort, fällbar vindruta för bland annat flygtransport.), modell 404.1 (sluten metallhytt) samt modell 404.0 (liknande 404.1 men lanserad 1963 under namnet "U406"). Första beställningen på militära modellen S404 kom även denna gång från Frankrike, med en beställning om 1000 enheter modell 404. Sedermera kom 36 000 modell 404 och 404.1 att få tjänstgöra i Bundeswehr. 
Modell S fanns i med ett antal olika påbyggnader och utföranden: En modell var avsedd för transport av gods, hade tomvikt på 2900 kg och totalvikt på 4750 kg. En del av dessa försågs med hytt för 5 passagerare och användes främst för militära körskolor. En modell fanns som hade en låda istället för flak, på tyska kallad Kofferaufbau, eller kortare Koffer. Denna modell gick som ambulans-, kommunikations- eller underhålls- & verkstadsbil. Ytterligare varianter fanns, bland annat ombyggda som brandbilar med en kraftig pulversläckare (Trockenlöschfahrzeug 750 kg Pulver, TroLF) avsedd för bekämpning av bränder på militära flygplatser (Heersflieger) under styre av Luftwaffe. Under tiden då 404 gick i tjänst hos Bundeswehr användes några av dem som stridsvagnsattrapper främst avsedda för träning. Man byggde om 404:an att likna en stridsvagn. Företaget Kässbohrer i Ulm/Donau tillverkade en "APC" (Armored Personnel Carrier)-variant med 404 som chassi, utrustad med ett rörligt torn med lätt kanon samt utförlig radioutrustning. Detta skedde under tiden 1956-1960 då Bundeswehr hade för lite stridsvagnar att fylla sin utbildning med. Kring 1957 kostade en standard Unimog 18 000 D-Mark.

### Civilförsvaret
Många modell U 404.1 levererades på 50/60-talet till det tyska civilförsvarets enheter inom Luftschutz-Hilfsdienst (LSHD, senare Zs) utrustade som snabbinsatsbilar för eldsläckning och bekämpning av NBC-stridsmedel. Bland dessa modeller fanns en släckningsbil kallad Vorauslöschfahrzeug (VLF) som tog 6 passagerare och 330 liter vatten, en större släckningsbil kallad Tanklöschfahrzeug 8 (TLF 8) som tog 3 personer och 800 liter vatten samt två till utseendet likadana modeller kallade Entgiftungsfahrzeug (EF) respektive Vorausentgiftungsfahrzeug (VEF) som användes för NBC-stridsmedelssanering. Många av dessa civilförsvarsbilar levererades i khaki-brun lackering och många av de som överlevt militäråren används än idag vid vanliga, civila, brandkårer runt om i Tyskland.

## Sentida historia
Fram till och med 1971 hade Daimler-Benz tillverkat hela 171 000 Unimogs, alla modeller inräknat. I mitten av 70-talet lanserade Daimler-Benz sin nya, större linje av Unimogs, modell 424, 425 och 435-serierna. När Bundeswehr på nytt visade intresse för att köpa in en större, 2 tons fyrhjulsdriven lätt terränglastbil, erbjöd Daimler-Benz sin nya modell U1300L (L stod för Lång Hjulbas). U1300L var större och mycket kraftigare än den gamla militärmodellen U404. Den nya militärmodellen hade en vätskekyld, rak sexcylindrig dieselmotor på 130hk, kallad OM352. U1300L utrustades med 8 växlar framåt och 8 växlar bakåt. Hjulbasen var 3250mm och markfrigången bibehölls från U404-modellen men ökades något till 440mm genom användandet av nya, kraftigare portalaxlar. Axlarna utrustades, precis som föregående modeller, med differentialspärrar fram och bak och med spiralfjäder uppnåddes en frigångsvinkel i ansats om 46 grader. Tomvikten var 5250 kg och totalvikten angavs till 7500 kg. U1300L fanns endast i utförande med heltäckande metallhytt för föraren.

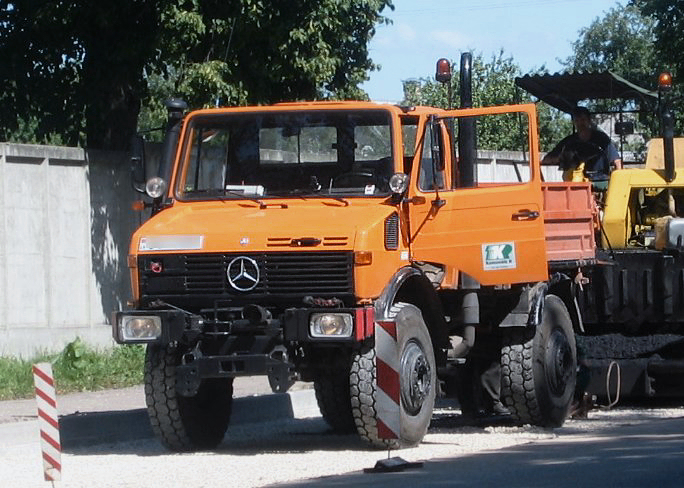
Unimog U1300L i kommunal tjänst i Lettland.

Magirus/Iveco samarbetade med Saviem, Volvo och DAF för att utveckla en konkurrent till Daimler-Benz Unimog. Konkurrensfordonet fick namnet Model 130 M 7 FAL. Daimler-Benz modell U1300L och Magirus/Ivecos 130 M 7 FAL gick båda till Bundeswehr i juli 1975 för att genomgå hårda, jämförande tester. Första testen tog 13 månader, varefter maskinerna lämnades tillbaka till respektive tillverkare för förbättringar. 1977 kom beslutet och tack vare att Damiler-Benz sänkte priset på sin Unimog U1300L med över 12 000 D-mark strax innan beslutet kom, valde Bundeswehr att köpa Daimler-Benz fordon. I december 1977 beställde så Bundeswehr sina första Unimog U1300L som fick den militära beteckningen Lkw 2t tmil gl(W), Typ U 1300 L. I augusti 1978 började Daimler-Benz leveransen av totalt 17 000 U1300L med vanligt flak, samt även några modeller kallade "Pionergerätesatz 2" utrustad med en vinsch med 45 meter kabel, diverse verktyg samt 220V 4Kw generatoraggregat. Cirka 3000 ambulanser med "Koffer" istället för flak, samt 100 brandbilsutrustade bilar kallade Feuerlösch-Kfz 1000, som alla hamnade vid Luftwaffe. En del mindre modeller U421, U406 samt U900 levererades till armén och marinen, utrustade med tippflak och frontlastaraggregat.

## Dagens Unimog
Idag används många andra modeller och varianter av Unimog-familjens fordon i militär tjänst runt om i världen. Bland stora kunder kan nämnas Argentina, Australien, Danmark, Frankrike och Nederländerna. Även USA:s försvarsmakt (The 7th US Army) har använt ett antal U600/406 utrustade med frontlastaraggregat. Varianter har även byggts om till pansarbilar kallade Rheinstahl UR 416. Över 400 av dessa har sålts till kunder i Europa, Sydamerika, Afrika och Asien. De används både inom armé-, polis- och insatsstyrkor.
De nyare versionerna av Unimog, riktas både till den privata och offentliga sektorn, såsom kommuner och kraftbolag, men även militära intressen tillgodoses. Moderna Unimogs kan ha växellådor med upp till 22 växlar framåt och 11 bakåt, automatiska bromssystem med farter från 0.3 km/h till över 110 km/h. Luftkonditionering, luftfjädring, hydraulik, lyftkranar, lastväxlare, med mera kan användas och installeras på en Unimog, och många kunder beställer högst specialiserade fordon för arbete på järnväg (rälsbil), motorvägskonstruktioner, försvar, brandförsvar och mark- och skogsindustrin.
Många nya modeller har sett dagens ljus sedan den första lilla "traktorbilen" som presenterades under modellnamnet U25. Grundkonceptet består alltjämt, och eftersom originalkonceptet har överlevt, har inte några egentligt stora designförändringar skett under de dryga 60 år fordonstypen har funnits.
Även vissa svenska räddningstjänster och Försvarsmakten äger Unimog-fordon som idag används vid svåra insatser såsom skogsbränder, snöstormar och översvämningar.